# Peter Mertens
Peter Mertens (Antwerpen, 17 december 1969) is een Belgisch marxistisch politicus voor de PVDA en auteur. Hij was partijvoorzitter van 2008 tot 2021 en wordt genoemd als architect van de partijvernieuwing. Hij zetelt sinds 2019 in de Kamer van volksvertegenwoordigers. Sinds januari 2022 is hij algemeen secretaris van de PVDA.  

## Biografie

### Jeugd en studententijd
Peter Mertens groeide op in Sint-Antonius en ging naar de middelbare school op het Sint-Jan Berchmanscollege in Westmalle.
Als tiener was Mertens actief in het verzet tegen racisme en fascisme. Hij studeerde politieke en sociale wetenschappen aan de Ufsia in Antwerpen en richtte op zijn 18e de organisatie Studenten tegen Racisme (SteR) op. Zijn licentie-jaren in de sociologie volgde hij aan de Rijksuniversiteit Gent. In 1991 leidde hij in Gent mee het studentenverzet tegen de Eerste Golfoorlog. Nadien organiseerde hij met de Gentse studentenbeweging tal van acties in solidariteit met de arbeiders van de bedreigde Boelwerf in Temse. In die periode werd hij ook lid van de PVDA.
In 1994 werd hij voorzitter van de jongerenbeweging Marxistisch-Leninistische Beweging (MLB), het huidige Comac. Hierna nam hij deel aan de stakingsbeweging in het Franstalig onderwijs tegen geplande hervormingen door toenmalige minister van hoger onderwijs Michel Lebrun.
In datzelfde jaar studeerde hij af als licentiaat in de sociologie, waarna hij als uitzendkracht aan het werk ging. Hij werkte anderhalf jaar als arbeider voor industriële schoonmaakfirma's en onderaannemingen in de Gentse Kanaalzone.

### Politieke loopbaan

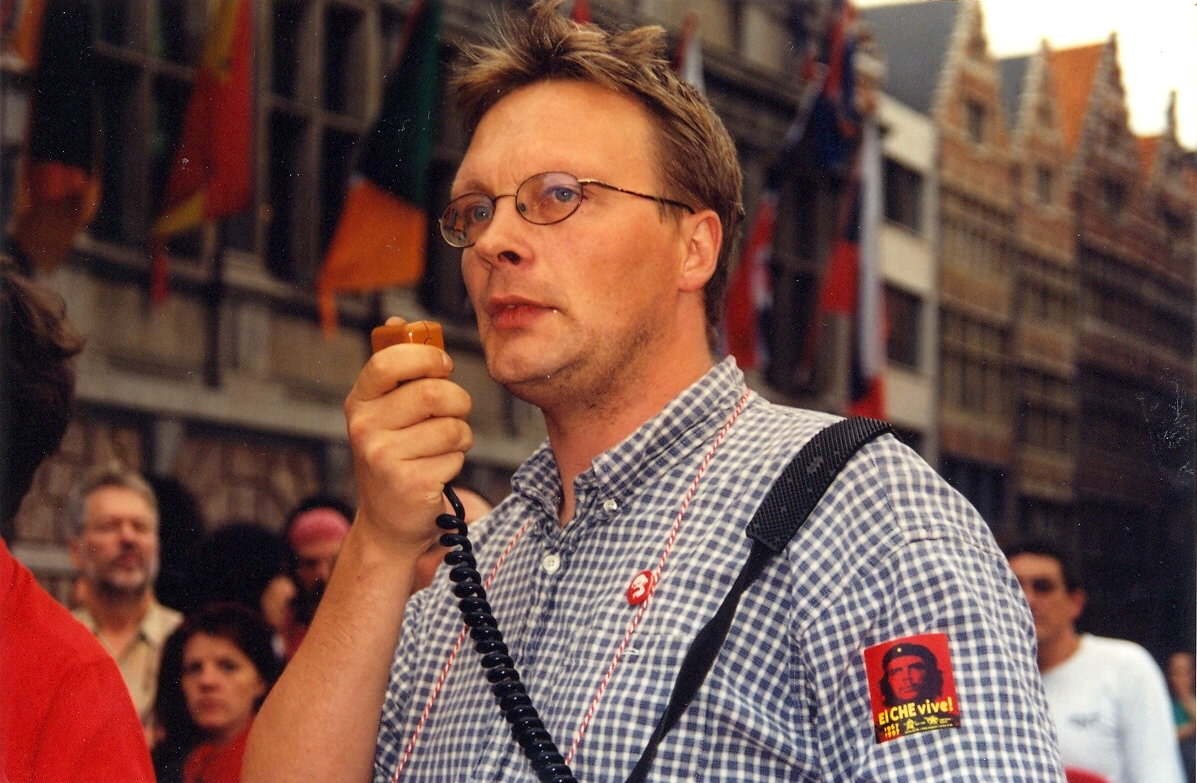
Mertens op de herdenkingsactie voor Carlo Giuliani, die doodgeschoten werd door politie op een andersglobalistische betoging in Genua tegen de G8 in 2001.

Op het vijfde partijcongres in 1995 werd hij als jongerenvoorzitter van de PVDA verkozen als lid van de Nationale Raad van de partij. Drie jaar later stopte hij als jongerenvoorzitter en werd hij politiek secretaris van de provinciale afdeling in Antwerpen. Daar werd Mie Branders in 2000 verkozen in de districtsraad in Hoboken. Zes jaar later, in 2006 veroverde de partij een tweede zetel in Hoboken en een in Deurne. Bij het zevende partijcongres in 2002 werd Mertens verkozen als lid van het partijbureau. 
Bij de federale verkiezingen van 2003 vormde de PVDA met de Arabisch-Europese Liga (AEL) van Dyab Abou Jahjah en enkele onafhankelijken het kartel Resist. Zowel voor Kamer als Senaat haalde het kartel minder stemmen dan de PVDA bij de federale verkiezingen van 1999. Het luidde een crisis in binnen de partij. In 2004 werd Mertens verkozen tot het dagelijks bestuur en begon de partij met een vernieuwingsoperatie,  waarvan Mertens als de architect werd beschouwd. In 2007 ging het vernieuwingscongres van de PVDA van start met 460 afgevaardigden. Op de slotdag, op 2 maart 2008, werd Mertens verkozen als opvolger van partijvoorzitter Ludo Martens, die met gezondheidsproblemen kampte. Na afloop van het congres zwoer de partij het stalinisme en maoïsme definitief af, nam ze afstand van autoritaire regimes, en verklaarde Mertens dat de partij het "belerende vingertje" en de "grote theorieën" achterwege zou laten. Karl Marx en diens kritiek op het kapitalisme bleven wel de inspiratiebronnen voor de partij. De vernieuwingsbeweging betekende het begin van de politieke opgang van de PVDA. Onder het voorzitterschap van Mertens groeide de PVDA uit tot een partij met 400 afdelingen en 24.000 leden.
Bij de lokale verkiezingen van oktober 2012 was Mertens lijsttrekker op de gemeenteraadslijst voor de stad Antwerpen. Hij werd verkozen met 8976 voorkeurstemmen. Daarmee was hij de op drie na populairste politicus van Antwerpen, na Bart De Wever (N-VA), Patrick Janssens (sp.a) en Filip Dewinter (VB).
In mei 2014 trok Mertens de Antwerpse kieslijst voor de Kamer. Met 26.010 voorkeursstemmen en een score van 4,5% in de kieskring Antwerpen haalde hij net niet de kiesdrempel. Op federaal niveau steeg het aantal stemmen voor PVDA naar 251.276, meer dan een verdubbeling in vergelijking met de Belgische federale verkiezingen in 2010 (toen haalde de partij 101.088 kiezers). Voor het eerst raakten PVDA'ers verkozen in het Waals Parlement, waar de partij twee zetels behaalde, en veroverden Raoul Hedebouw en Marco Van Hees twee Kamerzetels vanuit Franstalig België.
Op het solidariteitscongres van de PVDA in 2015 werd Mertens herverkozen als voorzitter met 93,3% van de stemmen.
Bij de lokale verkiezingen van 2018 brak de PVDA in verschillende gemeenten door. Het aantal lokale en provinciale verkozenen steeg van 52 naar 169. Peter Mertens, lijsttrekker in Antwerpen, werd herverkozen als gemeenteraadslid met 11.842 voorkeursstemmen, waarmee hij enkel Bart De Wever, Filip Dewinter, Wouter Van Besien (Groen) en Jinnih Beels (sp.a) voor zich moest laten.

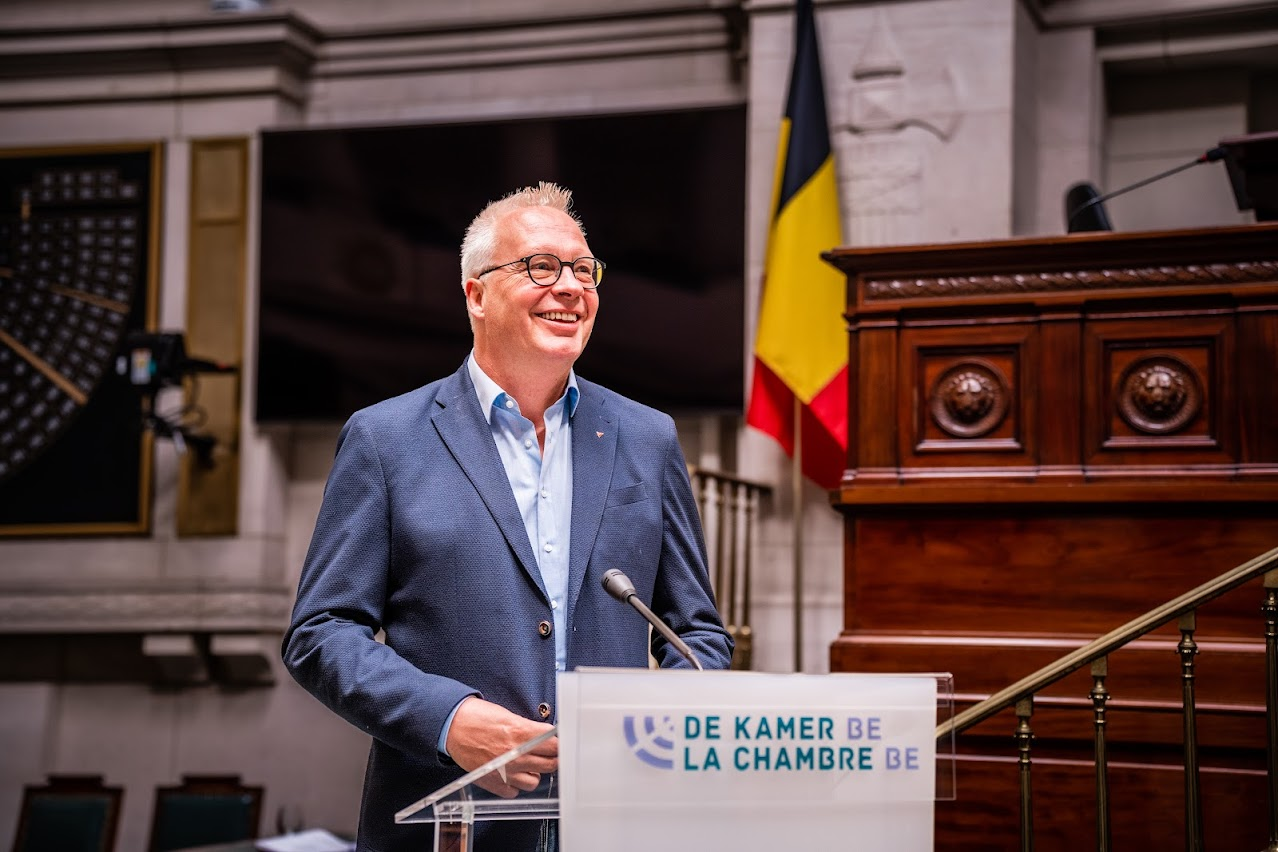
Peter Mertens in de Belgische Kamer van volksvertegenwoordigers in 2022

Bij de verkiezingen van 2019 leidde Peter Mertens zijn partij naar een politieke doorbraak. Het aantal parlementaire mandatarissen voor PVDA steeg van 8 naar 43. Bij de federale verkiezingen behaalde de partij 584.621 stemmen, opnieuw meer dan een verdubbeling in vergelijking met 2014. Mertens werd zelf als lijsttrekker van de PVDA-lijst voor de kieskring Antwerpen verkozen in de Kamer van volksvertegenwoordigers. Hij behaalde 46.802 voorkeursstemmen, wat hem voor de Kamer op de 12e plaats nationaal zette. Samen met Greet Daems, Steven De Vuyst en Maria Vindevoghel werd hij zo de eerste Nederlandstalige marxist in de Kamer sinds Louis Van Geyt  (KPB) in 1981. Mertens riep zijn partij uit als "de tweede winnaar" van de verkiezingen, na Vlaams Belang. Volgens een artikel in het Vlaamse weekblad Knack uit februari 2021 behoorde Mertens tot de meest actieve partijvoorzitters die op dat moment in een parlement zetelden.
In november 2021 besloot Peter Mertens om zich geen kandidaat te stellen voor een derde termijn als voorzitter van PVDA. Hij bleef wel actief in de partij en wilde zich meer toeleggen op de langetermijnstrategie van de PVDA en op het schrijven van boeken. Raoul Hedebouw stelde zich als enige kandidaat om Mertens op te volgen. Mertens werd op het congres gekozen als algemeen secretaris.
Bij de federale verkiezingen van 9 juni 2024 was Mertens opnieuw lijsttrekker in de kieskring Antwerpen. en werd hij met 47.730 verkozen voor een tweede termijn als Kamerlid. Enkele maanden later, bij de lokale verkiezingen van oktober 2024, werd Mertens als lijstduwer op de PVDA-lijst met 4.286 voorkeursstemmen verkozen tot een derde termijn als Antwerps gemeenteraadslid.
Mertens was een van de sprekers op de 3e conferentie van Dilemmas of Humanity in Johannesburg in 2023 en op de Internationale Rosa Luxemburg Conferentie in Berlijn in 2025.

## Auteur
Als partijvoorzitter schreef Mertens verschillende boeken over politiek, waaronder een aantal bestsellers. Van zijn werken werden meer dan 50.000 exemplaren verkocht. Mertens schonk de inkomsten daarvan aan uitgeverij EPO als steun.
Over de nieuwe visie op de richting die de partij moest uitgaan schreef Mertens in 2009 het boek Op mensenmaat. Hierin lanceert Mertens onder andere het voorstel van een miljonairstaks, een voorstel om belastingen te heffen op het vermogen van de 2 procent allerrijksten in België. Een opvolger verscheen twee jaar later, in december 2011, met Hoe durven ze?, waarvan meer dan 25.000 exemplaren werden verkocht (september 2016). In Hoe durven ze analyseert Mertens onder andere wat hij 'het Europa van de concurrentie en ongelijkheden' noemt. Mertens kreeg hiervoor op de Gentse Feesten de Jaap Kruithofprijs 2012 van Democratie 2000. Het boek stond een jaar lang in de top 10 best verkochte non-fictieboeken in Vlaanderen. Hoe durven ze werd door regisseur Pieter De Vos in een vijfdelige webserie gegoten.
In december 2016 kwam Graailand uit, waarvan 15.000 exemplaren werden verkocht en dat de top 10 non-fictie in Vlaanderen aanvoerde. In het boek bespreekt Mertens de volgens hem te grote verwevenheid tussen de economische en politieke elites en de neoliberale recepten die daardoor toegepast worden op het economisch herstel. Hij ontwikkelde het idee dat een nieuwe crisis onvermijdelijk was, omdat de reële economie niet herleeft in Europa. Met het boek introduceerde Mertens de term 'graaien' in de Belgische politiek.
Tijdens de coronapandemie in 2020 schreef hij Ze zijn ons vergeten. Mertens noemde in dit boek het coronavirus een klassenvirus dat de bestaande ongelijkheden vergroot en stelde dat de werkende klasse het land rechthoudt. Ook bekritiseerde hij de privatisering en commercialisering van de zorg en riep hij op tot een goed gefinancierde, preventieve gezondheidszorg. Ook waarschuwde hij voor een nieuwe economische crisis, die hij wil vermijden door af te stappen van neoliberale recepten en een ecologische, sociale planning door te voeren. Ze zijn ons vergeten voerde de top 10 non-fictie aan en werd vertaald in het Frans, Duits, Spaans, Engels en Roemeens.
In oktober 2023 verscheen Muiterij, waarin Mertens een kantelende wereld analyseert. Het boek was in zijn eerste week het bestverkochte non-fictieboek. De Franse uitgeverij Agone bracht het boek uit als Mutinerie (2024), Leftword Books van de Indiase uitgever Vijay Prashad als Mutiny (2024), de Spaanse uitgeverij Plaza Y Valdés als Motín (2024), de Duitse uitgeverij Brumaire als Meuterei (2024) en het Amerikaanse 1804 Books als Mutiny (2024). Muiterij verscheen ook als podcast en als docuserie. Voor de vierdelige docuserie trok Mertens naar Londen, Berlijn en Johannesburg in Zuid-Afrika.